# Canada Company

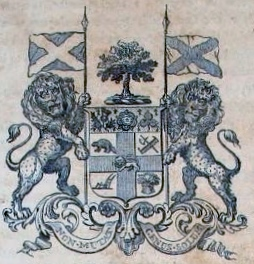
Armoiries de la Canada Company (1828).

La Canada Company est formée en 1824 dans le but d'ouvrir à la colonisation l'ouest de l'Ontario. En 1826, elle achète au gouvernement britannique  1,1 million d'acres (environ 445 000 hectares) de terre dans le « Huron Tract », puis 1,4 million d'acres (environ 567 000 hectares) sur les réserves de l'État dispersées à travers la province pour la somme de 295 000 $. La Canada Company construit des routes, amène des colons et fonde les villes de Guelph, Galt et Goderich.